# Kolarstwo na Igrzyskach Europejskich 2023
Rywalizacja w kolarstwie na Igrzyskach Europejskich 2023 odbyła się w dniach 21-22 czerwca 2023 w Krzeszowicach (BMX), oraz 25 czerwca 2023 w Krynicy-Zdroju (kolarstwo górskie). W ramach zawodów zostały rozegrane po dwie konkurencje w każdej z tych dyscyplin.

## Medaliści i medalistki

### BMX
Areną zmagań był Krzeszowice BMX Park.
| Konkurencja   | Złoto                      | Srebro           | Brąz              |
| Park kobiet   | Iveta Miculycova           | Kim Lea Mueller  | Laury Perez       |
| Park mężczyzn | Kieran Darren David Reilly | Anthony Jeanjean | Declan Lee Brooks |

### Kolarstwo górskie
Areną zmagań była Góra Parkowa w Krynicy-Zdroju.
| Konkurencja            | Złoto         | Srebro             | Brąz         |
| Cross-country kobiet   | Puck Pieterse | Mona Mitterwallner | Sina Frei    |
| Cross-country mężczyzn | Vlad Dascalu  | Lars Josef Forster | Luca Braidot |

## Klasyfikacja medalowa
*   Gospodarz ( Polska)
| Miejsce | Reprezentacja   | Złoto | Srebro | Brąz | Razem |
| ------- | --------------- | ----- | ------ | ---- | ----- |
| 1       | Wielka Brytania | 1     | 0      | 1    | 2     |
| 2       | Holandia        | 1     | 0      | 0    | 1     |
| 2       | Rumunia         | 1     | 0      | 0    | 1     |
| 2       | Czechy          | 1     | 0      | 0    | 1     |
| 5       | Francja         | 0     | 1      | 1    | 2     |
| 5       | Szwajcaria      | 0     | 1      | 1    | 2     |
| 7       | Niemcy          | 0     | 1      | 0    | 1     |
| 7       | Austria         | 0     | 1      | 0    | 1     |
| 9       | Włochy          | 0     | 0      | 1    | 1     |
| Razem   | Razem           | 4     | 4      | 4    | 12    |